# Metro van Delhi
De metro van Delhi (Hindi: दिल्ली मेट्रो Dillī Meṭro) is een openbaarvervoernetwerk in Delhi, India. Het netwerk werd geopend in 2002. Het netwerk bestaat uit negen lijnen, en meerdere lijnen zijn in aanbouw of gepland.
De metro bedient Delhi en de satellietsteden Gurgaon, Noida, Faridabad, Ghaziabad, Bahadurgarh en Ballabhgarh in het Nationaal hoofdstedelijk territorium. Het is na de metro van Calcutta het oudste net van India, en veruit het grootste en drukste netwerk van het land. Met acht metrolijnen worden 250 stations bediend via een spoorwegnetwerk van 343 km lengte.  Een gedeelte van het net is ondergronds, een deel op grondniveau en een deel bovengronds. 300 metrotreinen rijden dagelijks circa 2.700 metrotreinritten tussen vijf uur 's ochtends en halftwaalf 's avonds en vervoerden daarbij per dag gemiddeld 4,7 miljoen reizigers (gemiddelde in periode mei-juni 2019).

## Lijnen
| Lijn                         | Terminals                                                | Geopend (laatste uitbreiding) | Lengte   | Stations |
| ---------------------------- | -------------------------------------------------------- | ----------------------------- | -------- | -------- |
| Rode lijn                    | Shaheed Sthal - Rithala                                  | 2002 (2019)                   | 34,69 km | 29       |
| Gele lijn                    | Samaypur Badli - HUDA City Centre                        | 2004 (2015)                   | 49,31 km | 37       |
| Blauwe lijn + aftakking      | Noida Electronic City - Dwarka Sector 21                 | 2005 (2019)                   | 56,61 km | 50       |
| Blauwe lijn + aftakking      | Yamuna Bank - Vaishali                                   | 2010 (2011)                   | 8,74 km  | 8        |
| Groene lijn + aftakking      | Inderlok - Brigadier Hoshiyar Singh                      | 2010 (2018)                   | 26,32 km | 21       |
| Groene lijn + aftakking      | Ashok Park Main - Kirti Nagar                            | 2011                          | 3,32 km  | 2        |
| Violette lijn                | Kashmere Gate - Raja Nahar Singh                         | 2010 (2018)                   | 46,63 km | 34       |
| Airport Express              | New Delhi – IGI Airport - Yashobhoomi - Dwarka Sector 25 | 2011 (2023)                   | 24,71 km | 7        |
| Magenta lijn                 | Botanical Garden - Krisna Park                           | 2018 (2025)                   | 40,26 km | 26       |
| Roze (Pink) lijn + aftakking | Majlis Park - Mayur Vihar Pocket I                       | 2018 (2018)                   | 39,72 km | 23       |
| Roze (Pink) lijn + aftakking | Trilokpuri Sanjay Lake - Shiv Vihar                      | 2018 (2018)                   | 17,86 km | 15       |
| Grijze lijn                  | Dwarka West - Najafgarh                                  | 2019 (2021)                   | 5,2 km   | 4        |

## Galerij

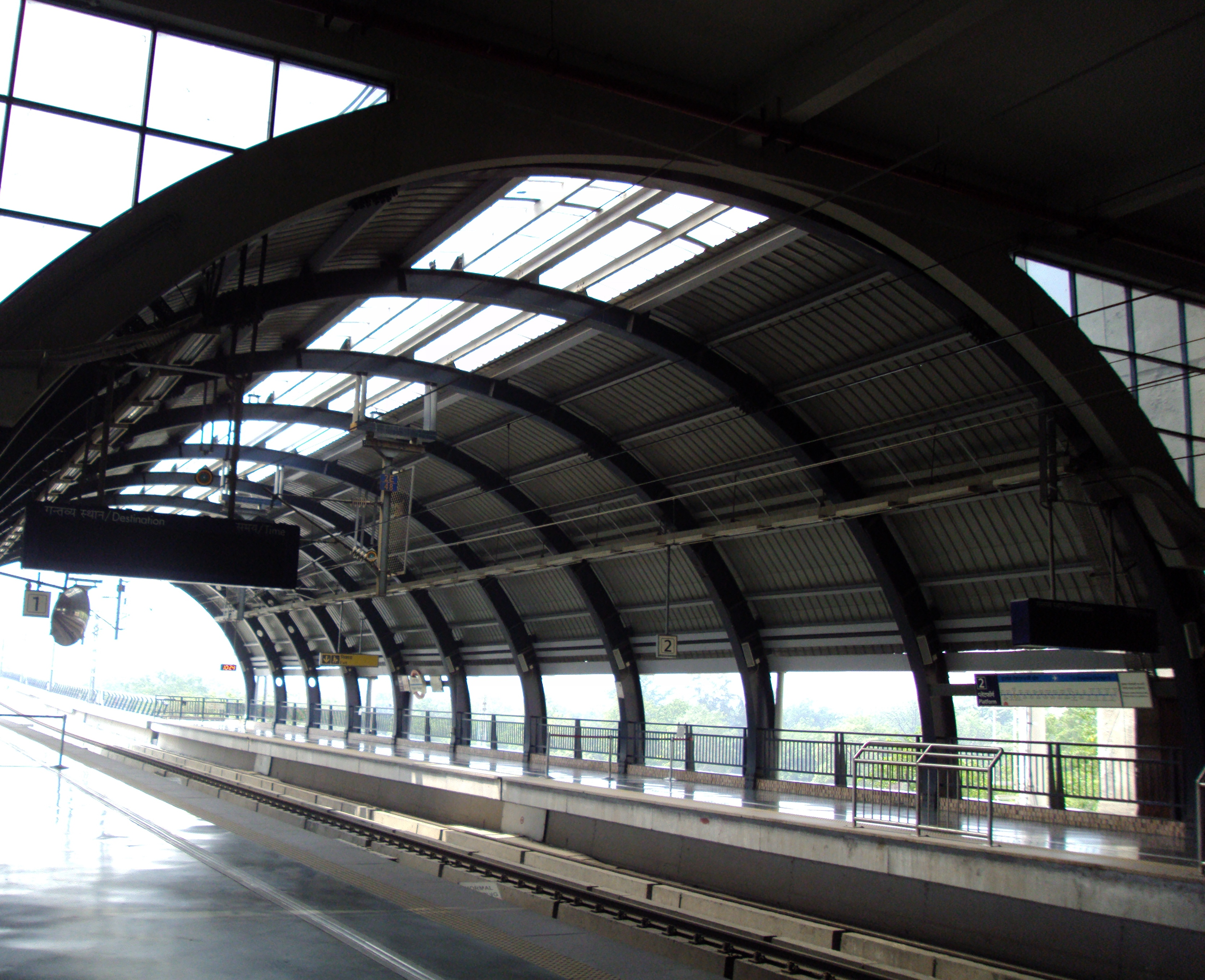
Station Pragati Maidan
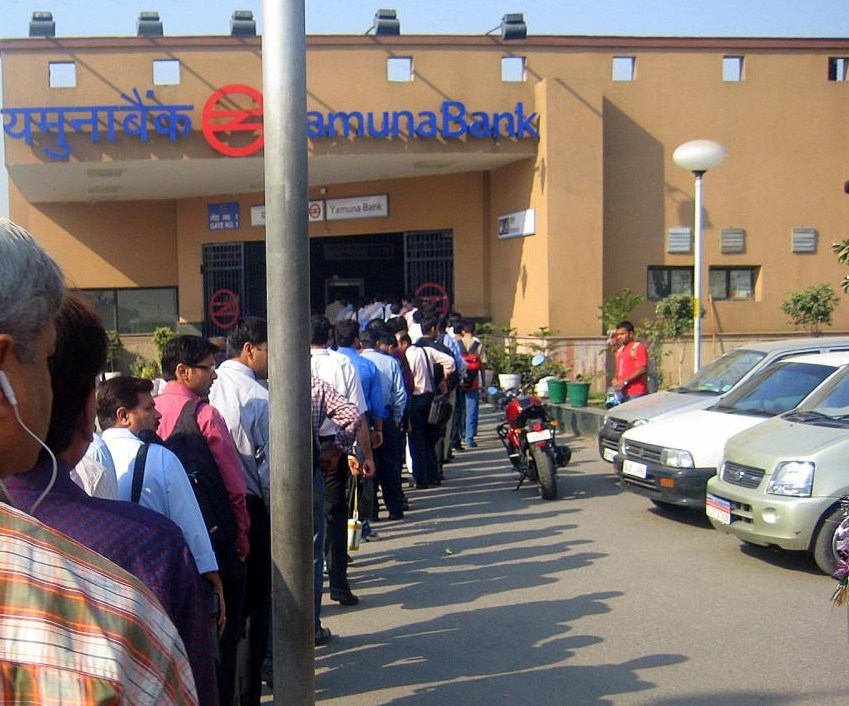
Een lange rij pendelaars op station Yamuna Bank